# 79
El año 79 (LXXIX) fue un año común comenzado en viernes del calendario juliano, en vigor en aquella fecha.
En el Imperio romano, era conocido como el Año del séptimo consulado de Vespasiano y Tito (o menos frecuentemente, año 832 Ab urbe condita). La denominación 79 para este año ha sido usado desde principios del período medieval, cuando el Anno Domini se convirtió en el método prevalente en Europa para nombrar a los años.

## Acontecimientos
- En el Imperio romano, el emperador Vespasiano y su hijo Tito ejercen juntos el consulado por séptima vez (también en 70, 72, 74, 75, 76 y 77), siendo el noveno consulado del emperador y el sexto de su hijo.
- Tito sucede a Vespasiano (luego de su muerte) como emperador de Roma, el 23 de junio. Su gobierno respetó los privilegios del Senado.[1]
- 24 de agosto y 25 de agosto: las ciudades romanas de Pompeya, Herculano y Estabia quedan sepultadas bajo varios metros de ceniza tras la erupción del volcán Vesubio.

## Nacimientos
- He de Han, emperador chino.

## Fallecimientos
- Plinio el Viejo, mientras dirigía una expedición de rescate a Pompeya.
- Vespasiano, emperador romano.